# Gualtiero d'Avesnes
Gualtiero d'Avesnes in francese: Gautier II d'Avesnes (prima del 1180 – 11 luglio 1244 circa) fu Signore d'Avesnes, di Leuze dì Condé, di Guise, di Landrechies e Trélon, dal 1191 alla sua morte, ed inoltre, per diritto di matrimonio, fu conte di Blois e di Châteaudun dal 1218 al 1230.

## Origine
Secondo la Chronica Albrici Monachi Trium Fontium, Gualtiero era il figlio primogenito di Giacomo, Signore d'Avesnes, di Leuze e dì Condé e, come ci viene confermato dal Ex Gisleberti Montesis Hannoniae Chronicon, della moglie, Adelina di Guisa, che era figlia di Burcardo, signore di Guise.
Giacomo d'Avesnes, sia secondo la Chronica Albrici Monachi Trium Fontium, che il Ex Gisleberti Montesis Hannoniae Chronicon era figlio del Signore d'Avesnes, di Leuze e dì Condé, Niccolò e della moglie, Matilde de la Roche.
La sua parentela viene confermata anche dalla Genealogica Comitum Flandriæ Bertiniana, Continuatio Leidensis et Divionensis, che segnala che era fratello del signore di Étrœungt e balivo dell'Hainaut, Burcardo.

## Biografia
Il padre, Giacomo, prese parte alla terza crociata, e, come conferma il Recueil des historiens des croisades. Historiens occidentaux., arrivò a San Giovanni d'Acri e prese parte all'assedio della città e che secondo la Gisleberti Chronicon Hanoniense, morì in Palestina, nel 1191.
Alla morte del padre, Gualtiero gli succedette in tutti i suoi titoli
Gualtiero viene citato con la madre, Adelina di Guisa (Adeluya domina Guisiæ) nel Breve chronicon abbatiae Buciliensis, per una donazione all'abbazia fatta dalla madre, nel 1196, in memoria del padre Giacomo (mariti sui Jacobi de Avenis).
Dopo il 1200, Gualtiero sposò la reggente della contea di Borgogna Margherita di Blois, che, come ci viene confermato da due documenti degli Archives de la Maison-Dieu de Châteaudun: il n° XXV ed il n° XXXII, era figlia del conte di Blois, Châteaudun, Chartres e Provins, Tebaldo V di Blois e di Alice di Francia, che, sia secondo il cronista e monaco benedettino inglese, Matteo di Parigi, che secondo la Chronica Albrici Monachi Trium Fontium, era la figlia secondogenita di Luigi VII, detto il Giovane, re di Francia, e della duchessa d'Aquitania e Guascogna e contessa di Poitiers, Eleonora d'Aquitania, che, ancora secondo la Chronica Albrici Monachi Trium Fontium, era la figlia primogenita del duca di Aquitania, duca di Guascogna e conte di Poitiers, Guglielmo X il Tolosano e della sua prima moglie, Aénor di Châtellerault († dopo il 1130), figlia del visconte Americo I di Châtellerault e della Maubergeon, che al momento della sua nascita era l'amante di suo nonno Guglielmo IX il Trovatore.
Il matrimonio viene confermato sia dal Balduinus de Avennis Genealogia (dominus Galterus filius [Jacobi] primogeniti.....uxore sua Margareta comitatus Blesensis hærede) che, dal documento n° 672 degli Recueil de chartes et documents de Saint-Martin-des-Champs, tome III, datato 1208, in cui Margherita si cita come contessa di Borgogna e moglie di Gualtiero d'Avesnes (uxor Galterri de Averna).
Margherita era al suo terzo matrimonio: in prime nozze aveva sposato Ugo di Oisy, visconte di Meaux e signore di Montmirail, e, dopo essere rimasta vedova, nel 1189, Margherita, nel 1190, come ci viene confermato dal Historiens occidentaux II, Historia Rerum in partibus transmarinis gestarum ("L'estoire de Eracles Empereur et la conqueste de la terre d'Outremer"), Continuator, si era sposata, in seconde nozze, con Ottone Hohenstaufen, il quarto figlio maschio del re di Germania e imperatore del Sacro Romano Impero, Federico Barbarossa e della contessa di Borgogna, Beatrice di Borgogna, come ci viene ancora confermato dal Historiens occidentaux II, Historia Rerum in partibus transmarinis gestarum ("L'estoire de Eracles Empereur et la conqueste de la terre d'Outremer"), Continuator, che lo cita come terzogenito ancora in vita.
La figlia di Margherita, la contessa di Borgogna, Giovanna I, morì nel 1205, all'età di circa 14 anni e la secondogenita, Beatrice, le succedette come Beatrice II, sempre sotto la tutela della madre, Margherita di Blois, sino al 1208, quando Beatrice, come ci conferma il Monacho Novi Monasterii Hoiensis Interpolata sposò il duca d'Andechs e di Merania Ottone I, che condivise con lei le responsabilità del governo della contea di Borgogna, divenendo il conte Ottone II di Borgogna.
Nel 1218, alla morte del nipote, Tebaldo VI, Margherita gli succedette, come Contessa di Blois e Châteaudun, assieme a Gualtiero, per diritto di matrimonio.
Sua moglie, Margherita, morì il 12 luglio 1230, come ci viene confermato dal Obituaires de la province de Sens, Tome 1.
Nella contea di Blois le succedette la figlia Maria.
Gualtiero morì nel 1244 circa, e secondo gli Obituaires de Sens Tome III, Abbaye de la Cour-Dieu, Extraits des deux obituaires (non consultato), morì l'11 luglio.

## Discendenza
Gualtiero da Margherita ebbe tre figli:
- Maria[12] ( † dopo il 1241), che secondo il Balduinus de Avennis Genealogia era figlia unica[12] e che sposò, nel 1226 Ugo I di Châtillon[20]
- Isabella, che sposò Giovanni di Oisy, signore di Montmirail[17][19]
- Tebaldo, che morì giovane[17][19]

### Fonti primarie
- (LA)  Monumenta Germaniae Historica, Scriptores, tomus IX.
- (LA)  Monumenta Germaniae Historica, Scriptores, tomus XXI.
- (LA)  Monumenta Germaniae Historica, Scriptores, tomus XXIII.
- (LA)  Obituaires de la province de Sens. Tome 1 / Tome 1 / Partie 1.
- (LA)  Recueil de chartes et documents de Saint-Martin-des-Champs, tome III.
- (LA)  Archives de la Maison-Dieu de Châteaudun.
- (LA)  Recueil des historiens des Gaules et de la France. Tome 13.
- (LA)  Breve chronicon abbatiae Buciliensis.
- (FR)  Grande chronique de Mathieu de Paris, tomus VIII.
- (FR)  Recueil des historiens des croisades. Historiens occidentaux. Tome II.

### Letteratura storiografica
- Austin Lane Poole, "L'interregno in Germania", cap. IV, vol. V (Il trionfo del papato e lo sviluppo comunale) della Storia del mondo medievale, 1999, pp. 128–152
- Charles Petit-Dutaillis, "Luigi IX il Santo", cap. XX, vol. V (Il trionfo del papato e lo sviluppo comunale) della Storia del mondo medievale, 1999, pp. 729–864